# Benjamin Whorf
Benjamin Lee Whorf (n. 24 aprilie 1897 în Winthrop, Massachusetts, SUA – d. 26 iulie 1941 în Wethersfield, Connecticut, a fost un lingvist și antropolog american care s-a remarcat mai ales prin ipoteza Sapir-Whorf.  Din 1919 și până la moartea sa, a lucrat într-o companie de asigurări; profesia lui era cea de chimist, iar preocupările lui academice făceau parte din timpul liber.

## Viața și opera
În 1931, Whorf a luat parte la un curs de lingvistică amerindiană la Universitatea Yale, predat de Edward Sapir, unul din cei mai influenți lingviști ai vremii. Cursul i-a cristalizat interesul pentru limbile amerindiene și lingvistică teoretică. Studiile despre limba Hopi au constituit bazele teoriei sale cu privire la relativitatea lingvistică (ipoteza Sapir-Whorf).
În teoria relativității lingvistice a lui Whorf, categoriile gramaticale și semantice ale fiecărei limbi, în afară de a servi ca instrumente de comunicare a gândurilor, dau forma ideilor noastre și ne modelează activitatea mentală. Astfel, oameni cu limbi native diferite nu vor avea aceeași perspectivă a lumii; dacă limbile lor au structuri foarte diferite, ar putea chiar apărea dificultăți în comunicarea privind anumite chestiuni. De exemplu  dacă o limbă are mai multe cuvinte diferite pentru anumite lucruri foarte apropiate, iar o alta se referă la acele lucruri printr-un singur cuvânt, atunci e nevoie ca vorbitorul primei limbi să perceapă caracteristicile care disting lucrurile, pe când în cazul vorbitorului celei de-a doua limbi nu. Așadar, potrivit lui Whorf, vorbitorii nu au aceleași imagini mentale ale lucrurilor. În multe limbi, există un singur cuvânt pentru zăpadă; în limba inuită, există mai multe, corespunzător cu tipul de zăpadă desemnat. Vorbitorul de inuită e obligat să observe diferențele, ca de exemplu între zăpada care cade sau cea de pe pământ, în timp ce vorbitorul limbilor în care există un singur cuvânt pentru zăpadă observă aceste diferențe doar dacă se ivește ocazia. În mod asemănător, Whorf susține că categoriile gramaticale precum timpul verbului sau numărul obligă vorbitorii să perceapă lumea în moduri diferite.
Teoria relativității lingvistice a fost controversată încă de când a fost propusă. Majoritatea lingviștilor și psihologilor au susținut că un vorbitor a cărui limbă nu face anumite deosebiri e totuși capabil să facă acele distincții când e nevoie, deși poate nu la fel de pregătit. Totuși, teoria lui Whorf a stimulat în mod considerabil discuția și experimentele cu privire la relația dintre limbă și gândire, iar opera sa de pionierat în aceste zone relativ încă nedescoperite ale lingvisticii a ajutat la modelarea cursului cercetărilor ce au urmat.

## Lucrări
- Whorf, Benjamin Lee (1975) [1933]. The Phonetic Value of Certain Characters in Maya Writing. Millwood, N.Y.: Krauss Reprint.
- Whorf, Benjamin Lee (1970) [1942]. Maya Hieroglyphs: An Extract from the Annual Report of the Smithsonian Institution for 1941. Seattle: Shorey Book Store.
- Whorf, Benjamin Lee (1943). Loan-words in Ancient Mexico. New Orleans: Tulane University of Louisiana.
- John Bissell Carroll, John B. (ed.) (1997) [1956]. Language, Thought, and Reality: Selected Writings of Benjamin Lee Whorf. Cambridge, Mass.: Technology Press of Massachusetts Institute of Technology. Text "Carroll] " ignorat (ajutor)